# Château de Saint-Saturnin (Puy-de-Dôme)
Pour les articles homonymes, voir Château de Saint-Saturnin.
Le château de Saint-Saturnin est situé à Saint-Saturnin, en France.
Il fait l'objet de protections au titre des monuments historiques.

## Localisation
Le  château de Saint-Saturnin est situé en région Auvergne-Rhône-Alpes, dans le département du Puy-de-Dôme, au cœur du village de Saint-Saturnin, au sud-sud-ouest de l'église Notre-Dame.
Il surplombe d'une quarantaine de mètres la Monne, encaissée dans des gorges.
Il est visitable.

## Historique
Le château a été bâti au XIIIe siècle puis modifié aux XIVe et XVe siècles par les barons de La Tour d'Auvergne.
En qualité de comtesse d'Auvergne, Catherine de Médicis en devient la propriétaire en 1519. Elle l'embellit et le dote d'un jardin à la française. En 1566, la reine de France,  son fils le roi Charles IX et sa cour y font halte. En 1586, la reine Margot, y fait un court passage, avant son exil à Usson. La baronnie et le château passent ensuite à la famille de Broglie en 1668.
Aux XIXe et XXe siècles et jusqu'en 1970, le château est administré par les Sœurs de Saint Vincent de Paul et devient successivement une chocolaterie, un orphelinat puis une maison de convalescence. C'est à cette époque que les fortifications situées au nord auraient été rasées.
Le château est classé partiellement par liste au titre des monuments historiques en 1889 tandis que les douves, le mur d'enceinte, les jardins et les terrasses sont inscrits par arrêté le 5 mars 1992.
Au XXIe siècle, il est aménagé en chambres d'hôtes.

## Architecture
Le château est une importante forteresse médiévale comportant une triple enceinte, des tours à créneaux et des mâchicoulis. Le corps de logis est flanqué de deux tours qui datent des XIVe et XVe siècles.
Son donjon et son chemin de ronde permettent de découvrir un large panorama sur les environs.
Le château est agrémenté d'un jardin à la française.

## Galerie de photos

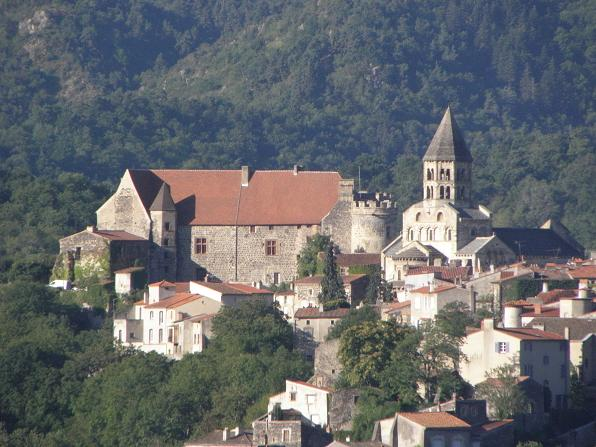
L'église, le château et le village de Saint-Saturnin.
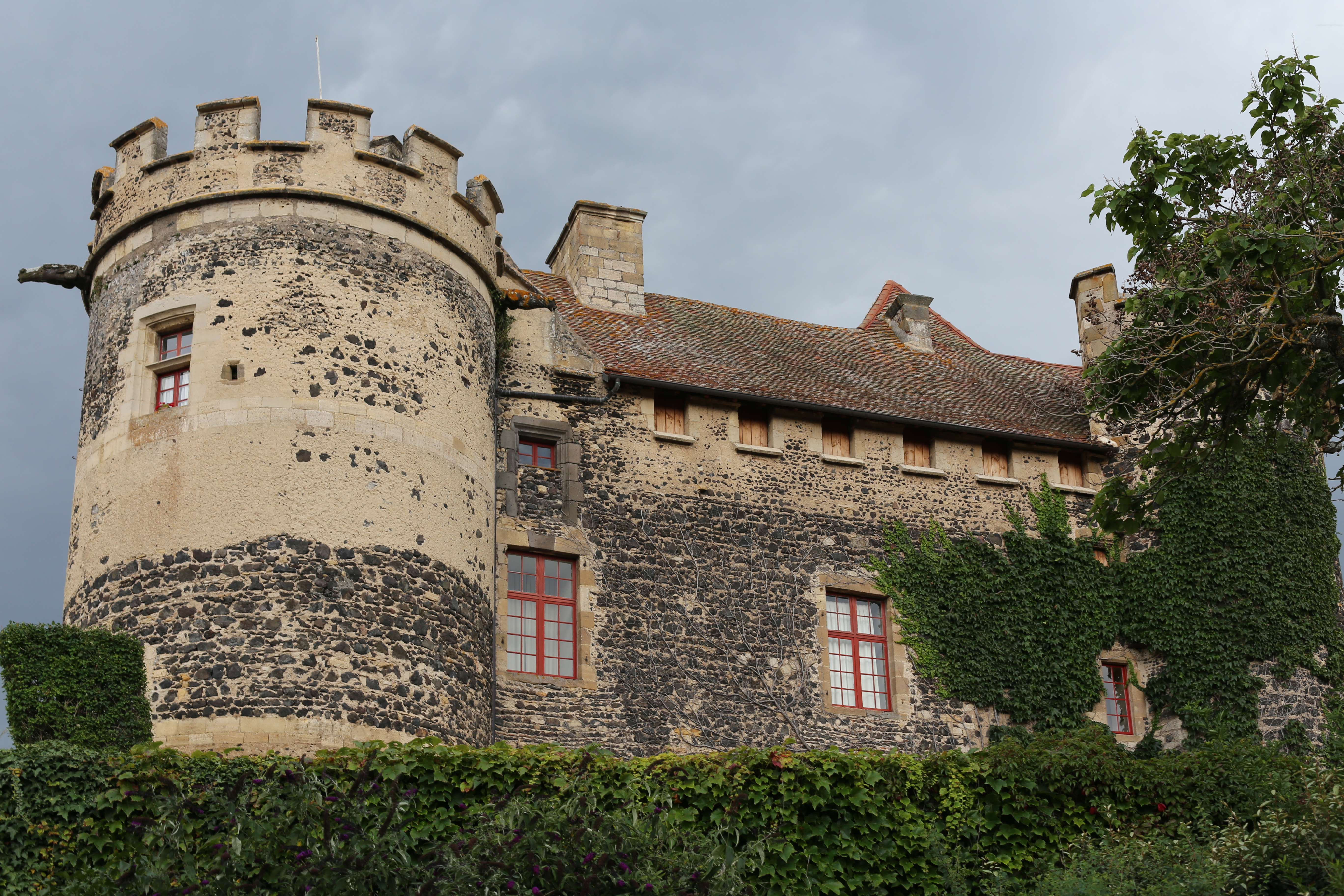
Le côté nord-ouest.
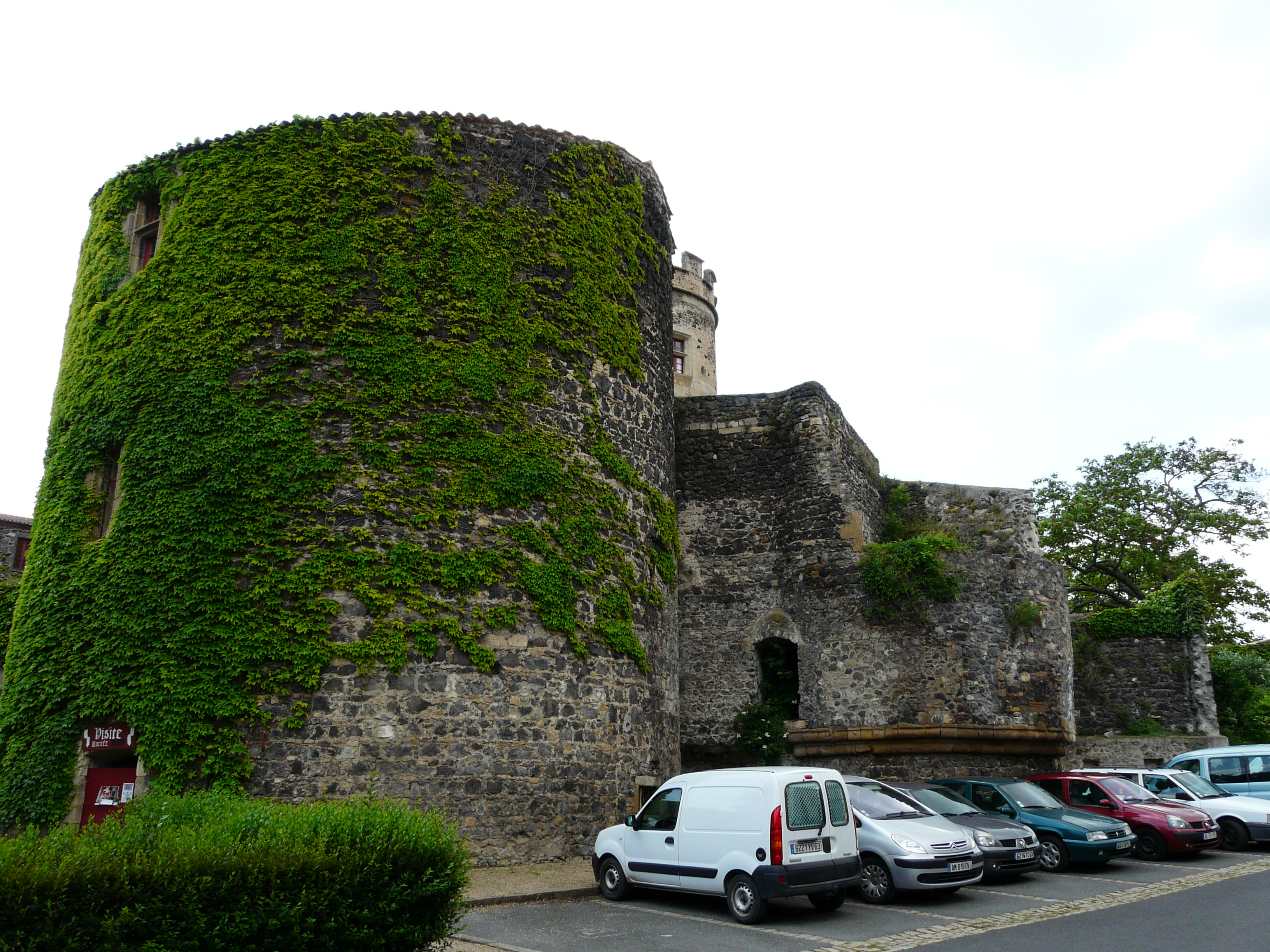
La tour nord.
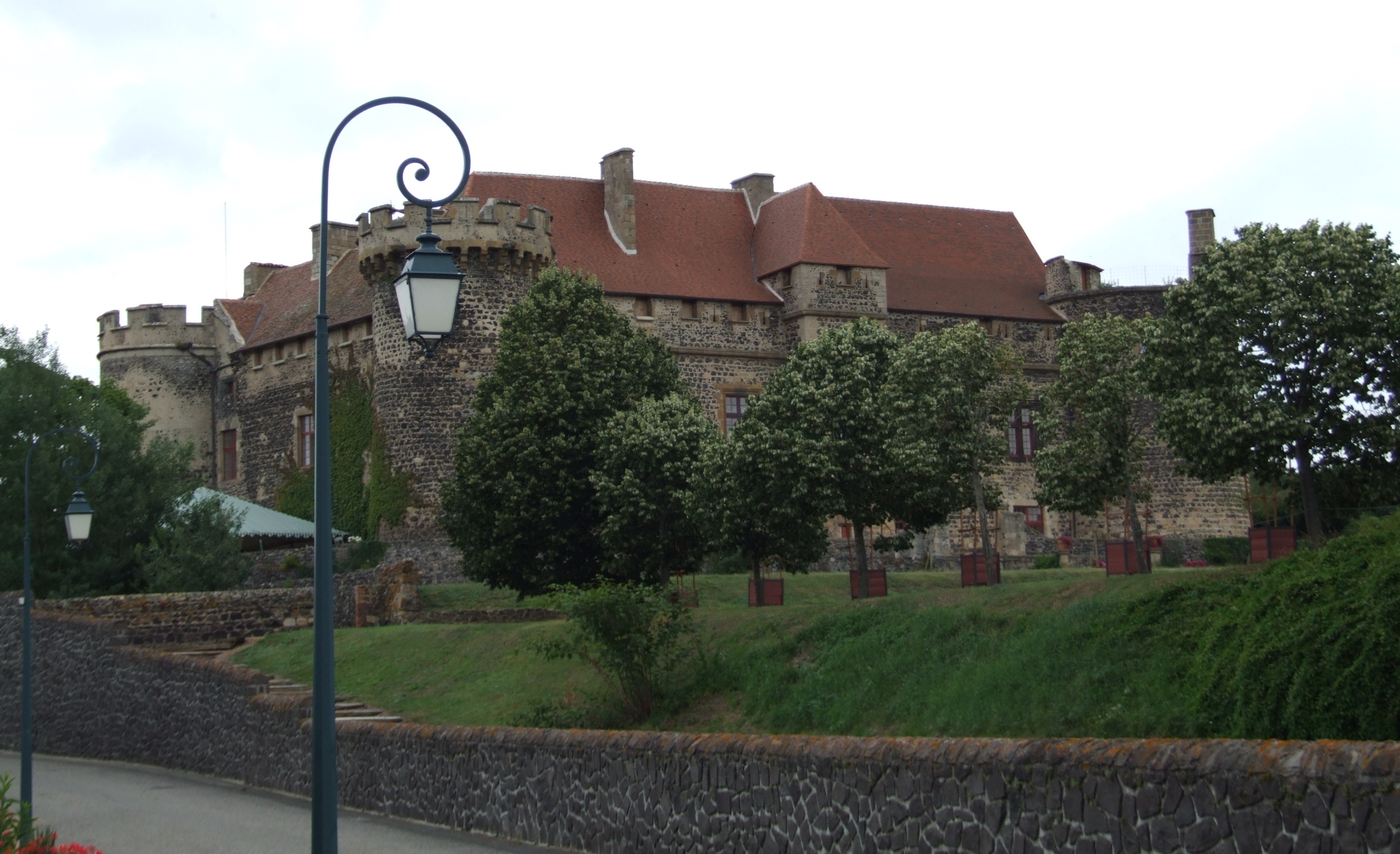
Le château vu depuis le sud-ouest.
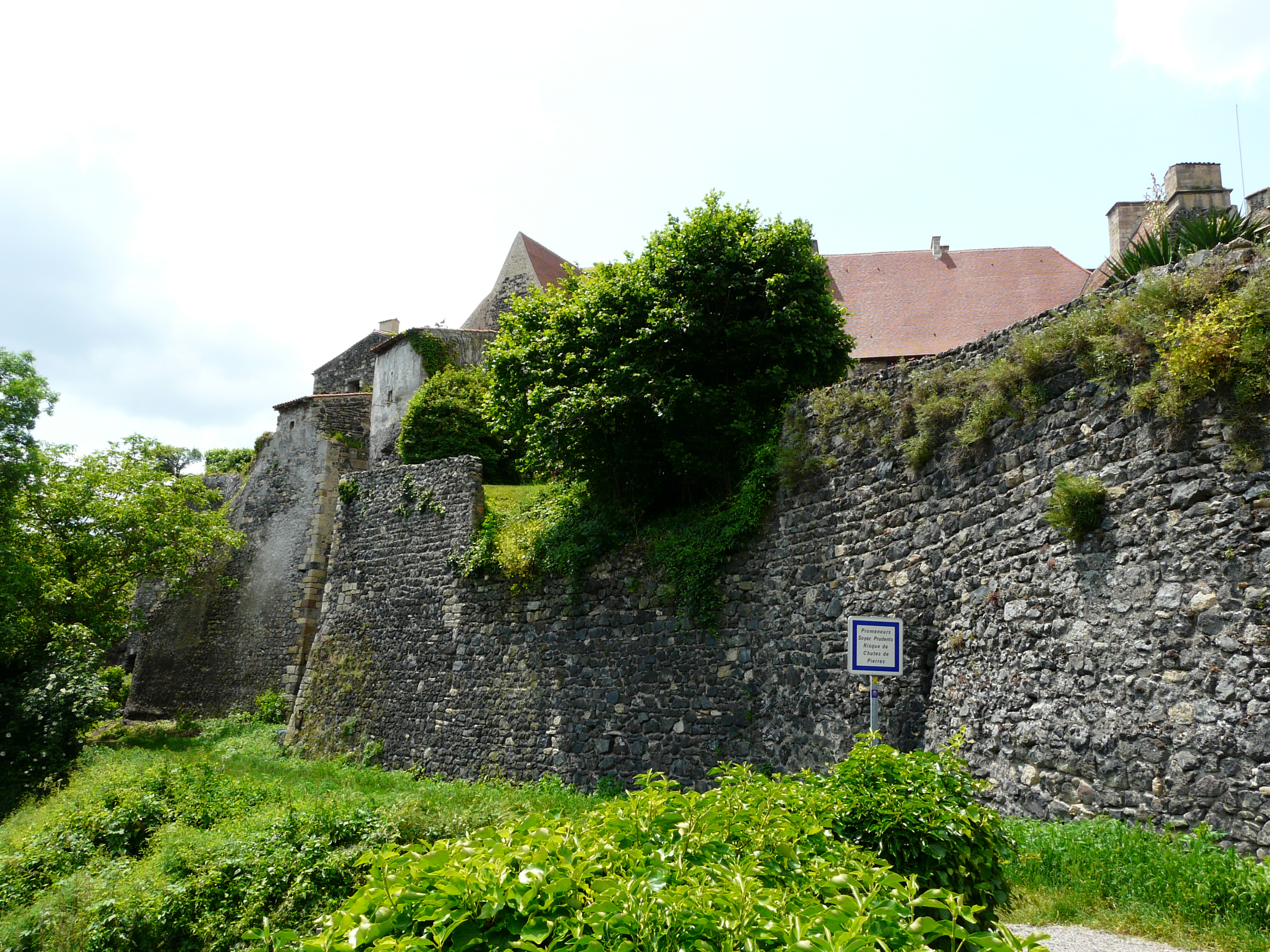
Les remparts au nord-est.
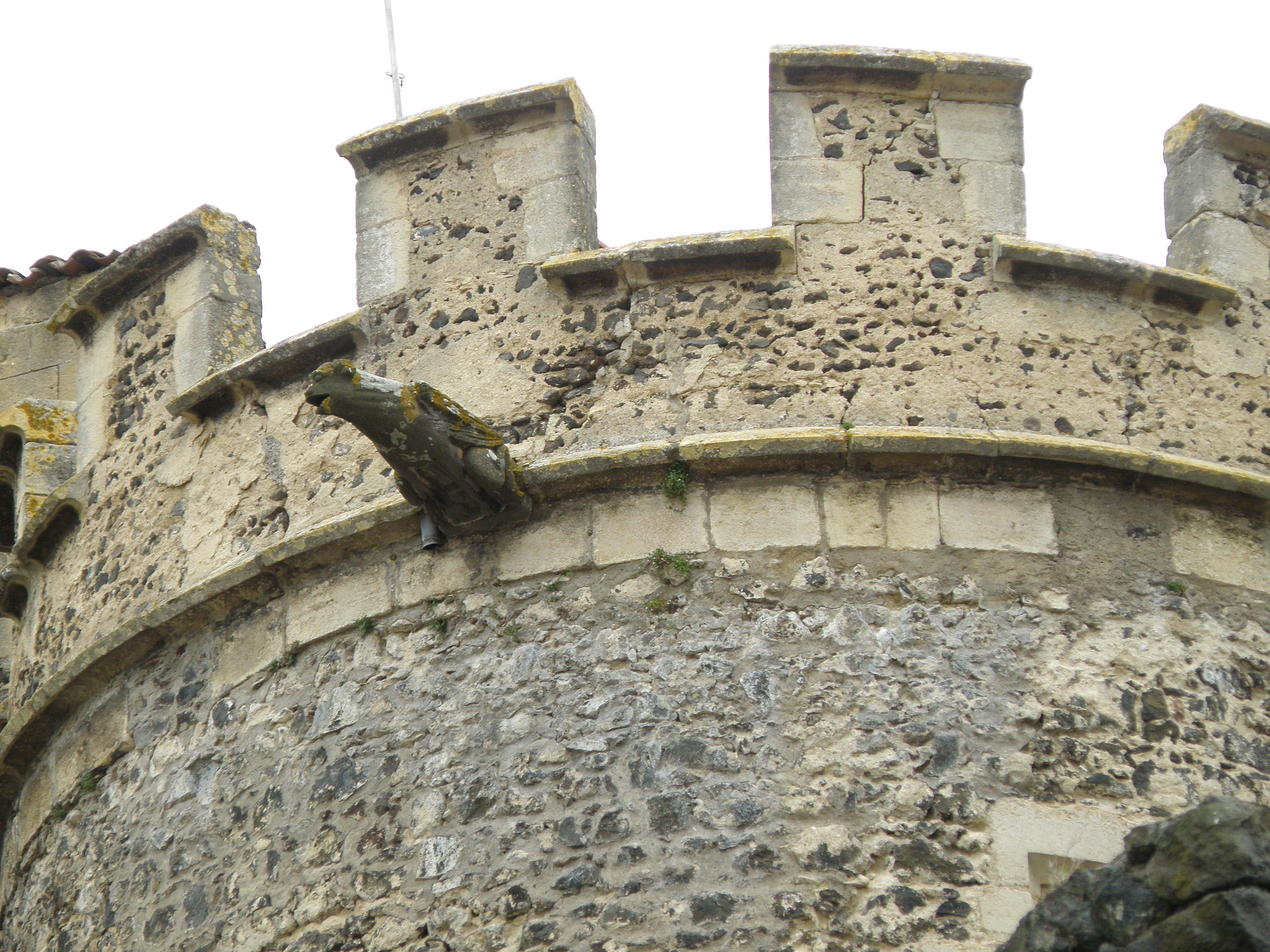
Créneaux et gargouille.
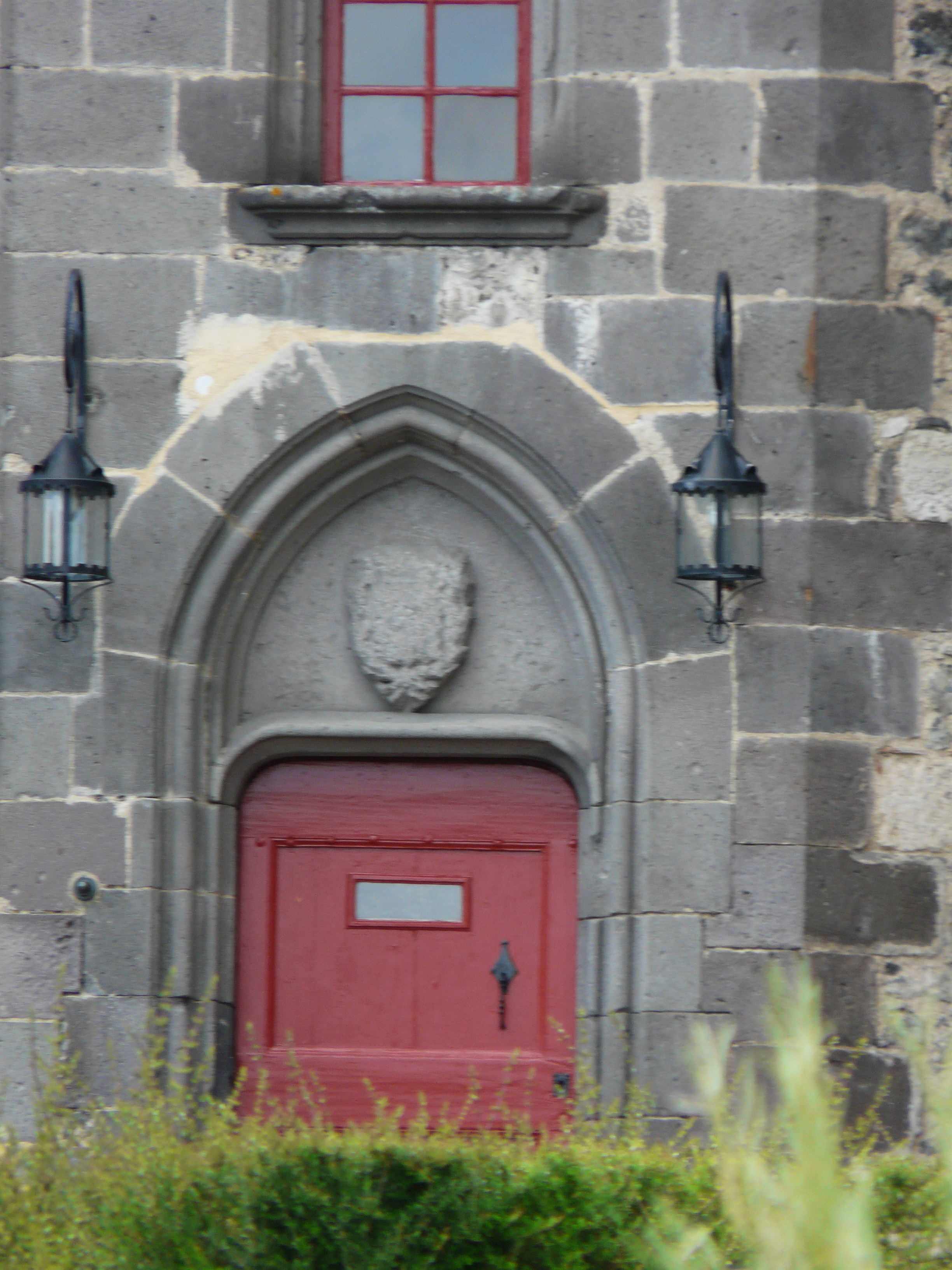
Porte du château.